# Rhododendron occidentale
Rhododendron occidentale, la western azalea (azalea occidental), es una de las dos especies de Rhododendron caducifolias nativas del oeste de Norteamérica (la otra es Rhododendron albiflorum). La azalea occidental se sabe que ocurre tan al norte como los condados de Lincoln y Douglas en Oregón y por el sur hasta las montañas de condado de San Diego. Normalmente se encuentran en las cordilleras de la costa del oeste de América del Norte, también crece en las sierras de Cascade y Sierra Nevada, pero no se conoce al este de ellas.

## Descripción
Rhododendron occidentale es un arbusto que alcanza una altura de hasta 5 m. Las hojas son caducas, de 3-9   cm de largo y 1-3   cm de ancho. Las flores son 3.5 a 5   cm de diámetro, con cinco lóbulos en la corola; el color varía de blanco a rosado, a menudo con una mancha amarilla.
Existe una considerable diversidad en la forma y el aspecto de esta especie, con la diversidad genética que parece llegar a su nivel más alto a lo largo de la costa en las cercanías de la frontera entre Oregón y California. Es tolerante a suelos de serpentina hasta el punto de que los suelos de serpentina (junto con el agua superficial) se pueden utilizar como un signo de su presencia en el sur de Oregón. 
Por esta razón, es una parte de la comunidad vegetal única que se encuentra en los terrenos de serpentina de las Montañas Siskiyou, junto con Darlingtonia californica y Cypripedium californicum. 
Se encuentra generalmente en zonas húmedas, aunque, al igual que otros rododendros, que no crece con sus raíces sumergidas en el agua. Prefiere tanto más humedad y más luz solar que Rhododendron macrophyllum, un rododendro de hoja perenne con un rango similar.

## Historia y cultivo
Rhododendron occidentale fue descrito por los exploradores en el oeste de América del Norte en el siglo XIX. Hubo un momento, en el cual las diversas razas geográficas eran cada una de ellas clasificada como especies separadas. Fueron enviadas semillas a la Veitch Nursery en Inglaterra en 1850 por William Lobb.
La azalea occidental fue una de las primeras colaboradores en el desarrollo de azaleas caducifolias híbridas en Gran Bretaña, tal como las azaleas de los Exbury Gardens.
Durante el siglo XX ha sido el tema de la exploración de plantas en curso como al menos tres generaciones de amantes del rododendro han buscado de formas inusuales para su uso en el jardín y para descubrir para la ciencia. Muchas de esas formas están ahora conservadas en el « Smith-Mossman Western Azalea Garden  » en el Lake Wilderness Arboretum en  Maple Valley, en el estado de Washington, EE. UU.